# Gåte
Gåte é uma banda musical norueguesa criada em Abril de 1999 nas proximidades da cidade de  Trondheim. A sua música é uma sábia mistura de música folclórica norueguesa, de rock e um pouco de electro. As suas canções são na sua maior parte renovações dos cantos tradicionais de seu país e certas letras são tiradas de poemas da poetisa Astrid Krogh Halse. Todas as canções são escritas em norueguês. Gåte é muito popular na Noruega e em outros países europeus como Alemanha e Holanda. Conseguiu, também, um relativo legado de fãs em Portugal.[carece de fontes?]
Representaram a Noruega no Festival Eurovisão da Canção 2024, com a canção "Ulveham".
Nota: Gåte se pronuncia "gôte"

## Membros

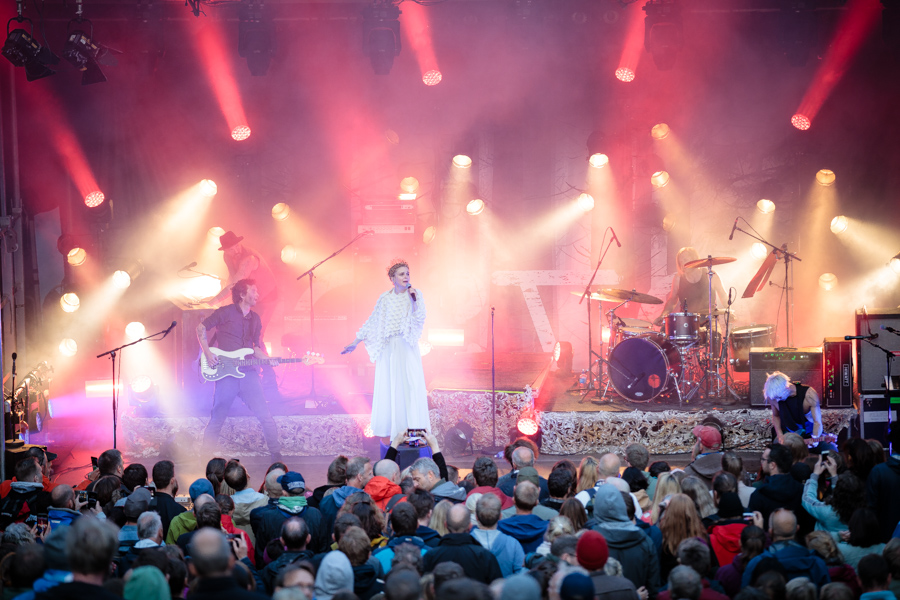
Gåte (2018)

- Gunnhild Sundli: vocalista
- Sveinung Sundli: violão, teclados
- Magnus Robot Børmark: guitarra
- Gjermund Landrø: baixo
- Kenneth Kapstad: bateria

## Discografia

### Álbuns
- Jygri (2000)
- Iselilja (2004)
- Liva (2006)
- Svevn (2018)
- Nord (2021)

### Singles
- Gammel (2000)
- Gåte (2002)
- Statt opp (Maggeduliadei) (2003)
- Sjå attende (2004)
- Iselilja (com The Blizzard) (2009)
- Stolt solvår (2017)
- Rideboll og gullborg (2017)
- Kom no disjka (2018)
- Bannlyst (2018)
- Tonen (2018)
- Huldra (2019)
- Svarteboka (featuring Djerv) (2023)
- Skarvane (2023)
- Ulveham (2024)

### Outros
- Kjærleik na faixa 17 no primeiro CD da compilação  Venn
- Liva (2006)